# لیره سان مارینو
لیره سان مارینو یکای پول پیشین سان مارینو تا سال ۲۰۰۲ میلادی بود که پس از آن با یورو جایگزین شد.